# Homeli repülőtér
A Homeli repülőtér (belarusz nyelven: Аэрапорт Гомель) (IATA: GME, ICAO: UMGG) Fehéroroszország egyik nemzetközi repülőtere, amely Homeltől északra 3 km-re található. 1968-ban nyitották meg. Ez Belarusz második legnagyobb repülőtere. Éves utasforgalma 45 000 fő .
Szezonális- és szezonális charterjáratokat fogad.

## Futópályák
A repülőtér futópályái:
- 11/29 (2570 m, 40 m, beton)